# Max Ulrich Klinker
Max Ulrich Klinker (født 16. oktober 1965 på Frederiksberg) er en dansk forfatter, advokat og pilot. 
Max Ulrich Klinker er søn af journalist Keld Stig Jørgensen og ældste barn af en søskendeflok på tre - heriblandt Nina Klinker Stephensen. Opvokset i Østerbrogadekvarteret, København og nysproglig student i 1984 fra Niels Steensens Gymnasium. Formand for Konservative Gymnasiaster i Storkøbenhavn i 1982 – 1984. Gift med Marilli Albanis Klinker i 1993, med hvem han har tre børn. 
Flyveelev hos Niels Egelund og uddannet trafikflyver (civilpilot) fra Midtfly i Stauning i 1987. Har fløjet natfragt og specialflyvninger, navnlig i det fransktalende Afrika, og senere traditionel charterflyvning. Herefter pilot i SAS i årene fra 1990 til 2005. Desuden flyveinstruktør og svæveflyver. 8.500 flyvetimer. Uddannet jurist fra Københavns Universitet i 1997, herefter dansk advokat og fransk avocat. Bosat i Frankrig.

## Forfatterskab
Max Ulrich Klinker debuterede på forlaget EC-Edition i 2011 med novellesamlingen "SMAK", der væver bidrag til eksistentialistiske spørgsmål. I 2015 udkom romanen ”Flyver i natten” på Forlaget Hovedland om fragtpiloten Gustav Nerbens 24 timer på 24 år.  Novellesamlingen "Padderok og andre noveller", der udkom i 2018 på forlaget Brændpunkt, handler om livet, og hvorvidt man kan orientere sig i et univers der, ligesom forfatterens fortid i luftrummet, ikke lader sig kortlægge eller repræsentere fyldestgørende med et entydigt sprog. En verden uden faste grænser og kategorier, og hvor man nemt kan komme ud af kurs. Romanen "Pastorale – Krig og Kærlighed" udkom i 2021 på forlaget Brændpunkt og fik 5 stjerner af Kristeligt Dagblad, der kårede den som en af årets 25 bedste bøger. Den foregår lige op til 2. verdenskrig og har den danske RAF-pilot Herman Andersen som hovedperson, og den er på en gang en udviklings- og krigsroman. 
Romanen "Stamina - Krig og Kærlighed", der udkom i 2024 på forlaget Brændpunkt, er en selvstændig fortsættelse af Pastorale. Den følger Herman Andersen og livet blandt RAF-piloterne i årene 1940-41, hvor krigshistorie skrives og en uvis fremtid toner frem. Kristeligt Dagblad gav den 4 stjerner og kaldte den "en stor handlingsmættet roman".
Max Ulrich klinker er desuden forfatter til adskillige artikler og essays og skønlitterære tekster.[kilde mangler]